# Chlorophytum angustissimum
Chlorophytum angustissimum är en sparrisväxtart som först beskrevs av Karl von Poellnitz, och fick sitt nu gällande namn av Inger Nordal. Chlorophytum angustissimum ingår i släktet ampelliljor, och familjen sparrisväxter. Inga underarter finns listade i Catalogue of Life.